# Countryman
Ne pas confondre avec Countryman
Pour plus de détails, voir Fiche technique et Distribution.
Countryman est un film jamaïcain réalisé par Dickie Jobson en 1982.

## Synopsis
Un pêcheur jamaïcain recueille deux rescapés d'un avion en difficulté qui s'est écrasé dans la jungle, une opportunité pour le colonel Sinclair pour mettre en œuvre un complot contre l'opposition... Les deux jeunes rescapés vont apprendre à vivre au milieu de cette jungle avec l'aide mystique du pêcheur...

## Fiche technique
- Titre : Countryman
- Réalisation : Dickie Jobson
- Scénario : Dickie Jobson, Michael Thomas
- Musique : Wally Badarou
- Photographie : Dominique Chapuis
- Montage : Peter Boyle et John Victor Smith
- Production : Chris Blackwell
- Société de production : Island
- Pays :  Jamaïque
- Genre : Drame
- Durée : 102 minutes
- Dates de sortie : 
  -  Danemark : 5 juillet 1982

## Distribution
- Countryman : Edwin Lotham
- Hiram Keller : Bobby Lloyd
- Carl Bradshaw : Capt. Benchley
- Basil Keane : Colonel Sinclair
- Freshey Richardson : Mosman
- Kristina St. Clair : Beau Porter
- Jahman : Lui-même
- Papa Threecards : Sadu Baba
- Munair Zacca : Periera
- Dee Anthony : Mr. Porter
- Ronnie McKay : Wax
- Claudia Robinson : Femme en blanc
- Ronald Gossop : jeune homme à vélo
- Oliver Samuels : Pillion
- Chin : Vendeur de poisson

## Titres des morceaux de musique de Countryman
- 01. Natural mystic - Bob Marley & the Wailers
- 02. Rastaman chant - Bob Marley & the Wailers
- 03. Thème from countryman - Wally Badarou
- 04. Rat race - Bob Marley & the Wailers
- 05. Jah live - Bob Marley & the Wailers
- 06. Ramble - Rico
- 07. Rebel music (3 0'clock roadblock) - Bob Marley & the Wailers
- 08. Sound system - Steel Pulse
- 09. Mosman skank - Aswad
- 10. Small axe - Bob Marley & the Wailers
- 11. Sitting and watching - Dennis Brown
- 12. Bam bam - Toots & the Maytals
- 13. Ooh aah! - Fabulous Five
- 14. Wisdom - Jah Lion
- 15. Carry us beyond - Human Cargo
- 16. Dreadlocks in moonlight - Lee "Scratch" Perry
- 17. Time will tell - Bob Marley & the Wailers
- 18. Thème from countryman - Wally Badarou
- 19. Pass it on - The Wailers
- 20. Guidance - Wally Badarou
- 21. Obeah man dub - Wally Badarou
- 22. Thème from countryman - Wally Badarou